# Claustropyga refrigerata
Claustropyga refrigerata är en tvåvingeart som först beskrevs av Franz Lengersdorf 1930.  Claustropyga refrigerata ingår i släktet Claustropyga och familjen sorgmyggor. Arten är reproducerande i Sverige. Inga underarter finns listade i Catalogue of Life.